# Charles W. Misner
Charles W. Misner (n. 13 iunie 1932, Jackson, Michigan, SUA – d. 24 iulie 2023) a fost un fizician american, unul dintre părinții teoriei moderne a gravitației, cosmolog, coautor al unui cunoscut curs american de teorie a gravitației.

## Biografie
A absolvit Universitatea din Notre Dame în anul 1952. Ulterior a trecut la Universitatea Princeton, unde a obtinut gradul de Master (1954) și doctoratul în anul 957 cu un subiect de cuantificare Feynman a gravitatiei sub indrumarea lui John Archibald Wheeler. 
Incă înainte de a-și lua doctoratul este instructor universitar (956-1959), iar din anul 1959 este asistent universitar. În anul 1963 trece la Universitatea din Maryland la grad de profesor asociat (conferențiar), iar în anul 1966 este profesor universitar. Din anul 1966 este Profesor emerit de Fizică al Universității din Maryland și face parte din grupul de gravitație teoretică din cadrul Colegiului de computere, matematică și Științe naturale din cadrul aceleeași Universități. Pe parcursul carierei a avut 22 de doctoranzi, atât la Princeton, cât și la Maryland. 
A fost profesor visitator la Institutul Max Planck de fizică gravitațională din Germania (cunoscut de asemenea ca Instituttul Albert Einstein), Insitutul Kavli de fizică teoretică de la Universitatea California cu sediul la Santa Barbara, la Academia Pontificală din Cracovia⁠(en)[traduceți], Institutul de Probleme fizice Piotr Kapița de la Moscova, Institutul tehnologic din California (Calteh), la Universitățile Oxford și Cambridge din Marea Britanie.

## Creația științifică
Partea cea mai importantă a creației științifice a lui Charles W. Misner se referă la gravitația teoretică, în care a fost interesat îndeosebi de atracția gravtațională a corpurilor mari, obișnuite în lumea aștilor, sau a galaxiilor, precum și în probleme de relație dintre spațiu- timp și topologie. A fost unul dintre primii care a semnalat importanța problemei orizontului de evenimente în cosmologie, soluționată ulterior în cadrul modelului Universului inflaționar. Are contribuții în cuantificarea gravitației și relativitatea numerică.
A dezvoltat, de asemenea, modelul mixmaster a Universului, în care sferele tridimensionale pot fi nu doar în expansiune, sau în contracție, ci pot fi și deformabile, este autorul unei soluții a ecuațiilor lui Einstein, cunoscute ca soluția Misner, care are relație cu călătoriile în timp (mașina timpului), a avut preocupări și în domeniul proceselor radiative în câmpuri gravitațonale intense, în special a găurilor negre, dar una dintre cele mai importante lucrări a lui Misner este elaborarea ecuației Arnowitt-Deser-Misner (formalismul ADM), care se află la baza formulării Hamilton-iene a Relativității generalizate, care poate servi pentru cuantificarea gravitației. De asemenea, poate servi pentru dezvoltarea metodelor numerice în gravitație.

## Discipoli
- Carl H. Brans
- Ralph F. Baierlein
- Lawrence C. Shepley
- Walter C. Hernandez Jr.
- Richard A. Isaacson
- Richard A. Matzner
- Vincent Moncrief
- C. V. Vishveshwara
- Samaresh C. Maitra
- Michael P. Ryan Jr.
- D. M. Chitre
- Leslie G. Fishbone
- Beverly K. Berger
- Reinhard A. Breuer
- Paul L. Chrzanowski
- James M. Nester
- James A. Isenberg
- William Hiscock
- Terrence J. Honan
- Mark D. Somers
- Christopher R. Stephens
- David R. Fiske
- Conrad Schiff

## Cărți publicate
- Misner, Charles W.; Kip S. Thorne; John Archibald Wheeler (September 1973). Gravitation. San Francisco: W. H. Freeman. ISBN 0-7167-0344-0.
- Misner, Charles W.; Patrick A. Cooney (1991). Spreadsheet Physics. Reading, MA: Addison-Wesley. ISBN 0-201-16410-8.

## Legături externe
- Curriculum Vitae
- Doctorate sub conducerea lui Charles W. Misner Arhivat în 14 februarie 2012, la Wayback Machine.